# Choi Jong-Sam
Choi Jong-Sam es un deportista surcoreano que compitió en judo. Ganó una medalla de bronce en el Campeonato Mundial de Judo de 1971, en la categoría de –63 kg.

## Palmarés internacional
| Campeonato Mundial | Campeonato Mundial | Campeonato Mundial | Campeonato Mundial |
| Año                | Lugar              | Medalla            | Categoría          |
| ------------------ | ------------------ | ------------------ | ------------------ |
| 1971               | Ludwigshafen (RFA) | Medalla de bronce  | –63 kg             |